# سنترال لوزون
سنترال لوزون (به لاتین: Central Luzon) یک منطقهٔ مسکونی در فیلیپین است که در Luzon واقع شده‌است.